# Peltonen

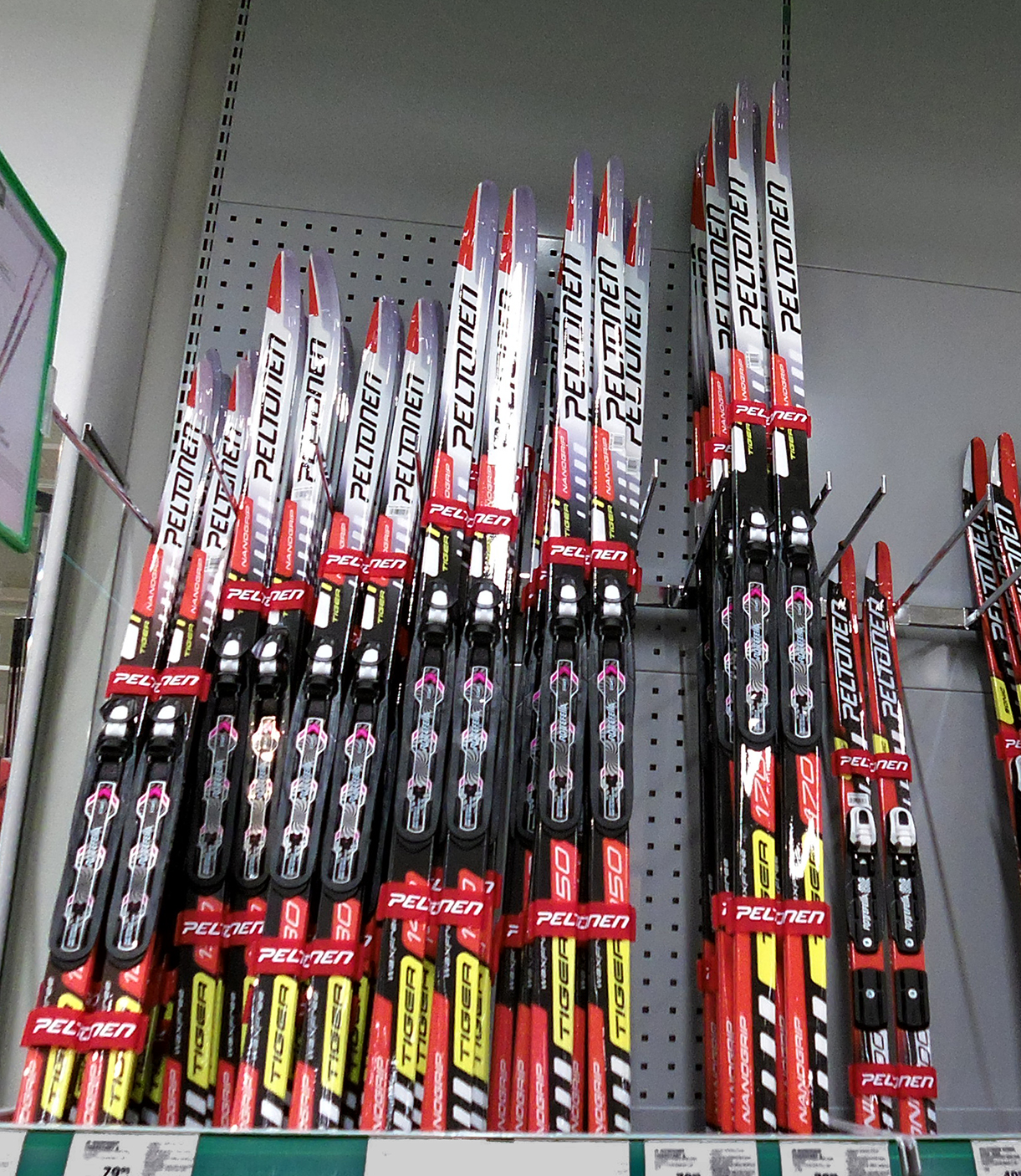
Peltonen лыжи

Peltonen — финский производитель беговых лыж, выпускаемых под одноимённым брендом. Контролирует около 30 % рынка в Финляндии и до 5—10 % в некоторых других странах, среди которых Норвегия, Германия, Российская Федерация, Франция.
Лыжи производятся в финском муниципалитете Hartola, однако часть продукции изготавливается в Эстонии и России. В 2002 году финнами было произведено 15 000 пар лыж и 75 000 другими производителями.

## Собственники и руководство
С 2002 года компанией Peltonen владеет концерн Rapala VMC Corporation — группа финских производителей рыболовного снаряжения. В 2005 году Rapala приобрёл большую долю Peltonen и на сегодня Rapala принадлежит 90 % акций компании.